# 东山书院 (梅州)
24°18′38″N 116°07′38″E / 24.31056°N 116.12722°E
东山书院位于广东省梅州市梅江区下市状元桥畔，2008年被列为广东省文物保护单位。
东山书院始建于清乾隆十一年（1746年），为当时嘉应州知州王者辅任内所建。占地面积1642平方米，建筑面积2655.5平方米。书院由主体建筑大门楼，前堂、中堂、后进共三重，两横栋屋组成。主体建筑面宽3间，进深3间，石柱台梁式结构，重檐歇山顶，两横栋屋是砖木结构平房。黄遵宪、蔡蒙吉、叶剑英、曾宪梓等人都曾在东山书院就读。
- 状元桥
- 门厅
- 正厅
- 正厅
- 魁星阁
- 魁星阁底层
- 魁星阁二层
- 魁星阁顶层
- 魁星阁俯瞰正厅和门厅
- 左侧横屋
- 右侧横屋叶剑英住所
- 右侧横屋叶剑英住所